# Söderfladen
Söderfladen este o arie protejată (arie specială de conservare — SAC, sit de importanță comunitară — SCI) din Suedia întinsă pe o suprafață de 45,7 ha, integral pe uscat.

## Localizare
Centrul sitului Söderfladen este situat la coordonatele 59°39′51″N 18°52′15″E / 59.6642°N 18.8708°E.

## Înființare
Situl Söderfladen a fost declarat sit de importanță comunitară în iunie 2001 pentru a proteja un număr necunoscut de specii din flora spontană și fauna sălbatică aflate în arealul zonei. Situl a fost protejat și ca arie specială de conservare în decembrie 2017.

## Biodiversitate
Situată în ecoregiunile boreală și marină baltică, aria protejată conține 4 habitate naturale: Liziere de ierburi înalte hidrofile de câmpie și de nivel montan până la alpin, Pășuni din zone de pădure fino-scandinave, Pășuni de coastă din Baltica boreală, Lagune de coastă.
La baza desemnării sitului se află un număr nedeclarat de specii protejate.